# Ansitz Unterhalden

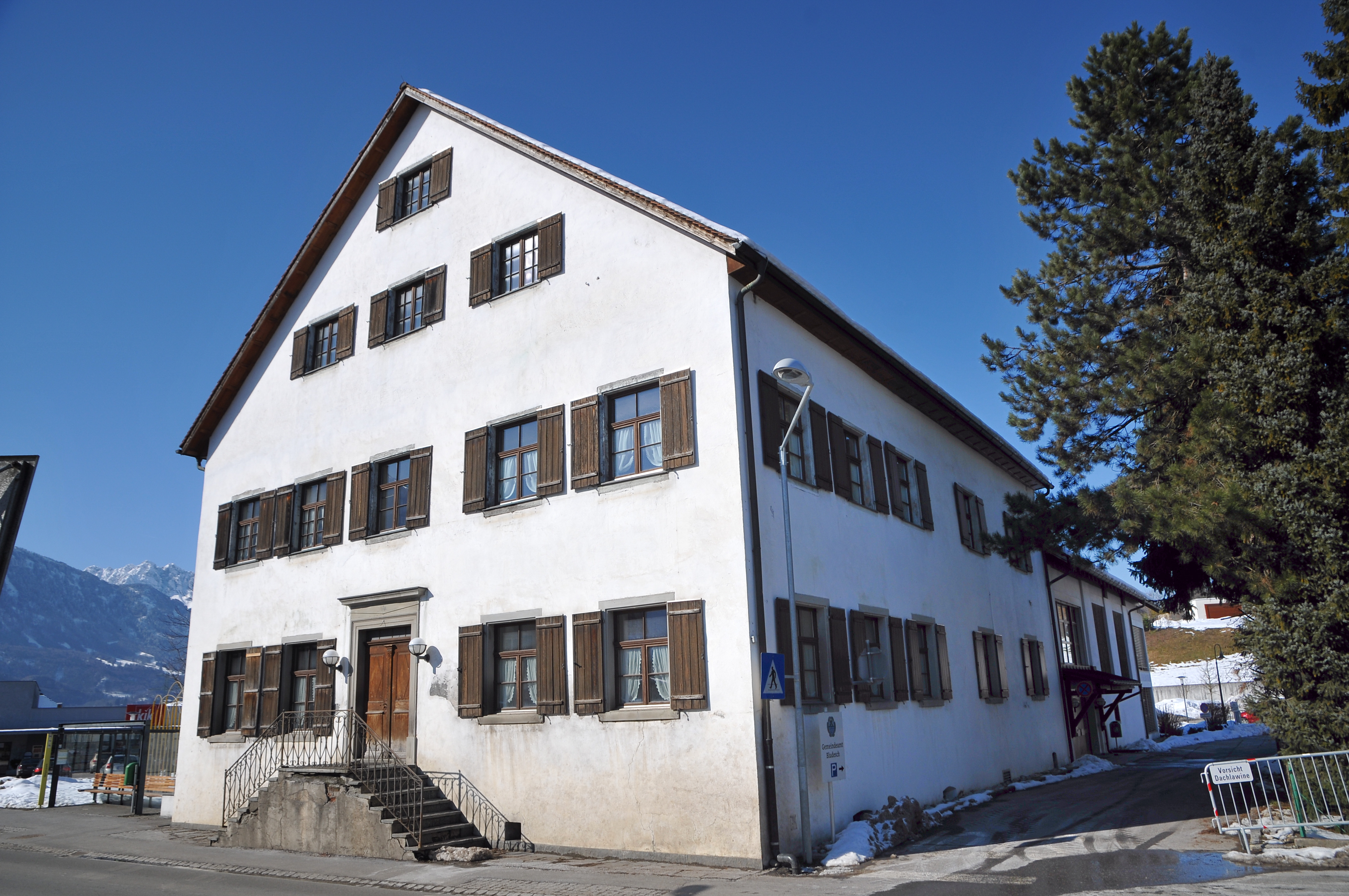
Ansitz Unterhalden

Der Ansitz Unterhalden steht in der Gemeinde Bludesch im Walgau in Vorarlberg. Das Gebäude steht unter Denkmalschutz.

## Geschichte
Der Ansitz wurde um 1640 erbaut. 1709 wurde der Ansitz an das Reichsstift Weingarten verkauft. 1802 ging der Ansitz an Friedrich Wilhelm von Oranien-Nassau. 1804 ging der Ansitz an Österreich. Das Gebäude wurde vor 1872 zu einer Gastwirtschaft umgebaut. 1983 war das Gebäude ungenutzt.

## Architektur
Der einfache zweigeschoßige Rechteckbau hat regelmäßige Achsen und trägt ein Satteldach. Die sandsteingerahmten Fenster sind aus der Mitte des 19. Jahrhunderts. Die zweiarmige Freitreppe zum hochrechteckigen Eingangsportal der südlichen Giebelfront ist aus der Mitte des 19. Jahrhunderts. Im Norden ist ein Wirtschaftsanbau.
Das Gebäudeinnere hat im Keller Tonnengewölbe. In den Geschoßen haben die Mittelflure gedrückte Tonnengewölbe mit einfachen Stuckaturen.
Der Eckraum im Südwesten des Obergeschoßes war ursprünglich ein repräsentativer Festsaal und hat eine flache Stuckdecke aus dem zweiten Viertel des 17. Jahrhunderts mit breitgerahmten aus einer Kreuzform entwickelten Feldern mit einer Mittelrosette und geflügelten Engelköpfen. In der nördlichen Saalwand ist eine erhöhte Halbrundnische mit derber Renaissance-Rahmung aus dem zweiten Viertel des 17. Jahrhunderts, die Sockelzone ist mit Rauten- und Rechteckfelder gegliedert, die seitliche Pilaster tragen ein verkröpftes Gebälk. Über dem Gebälk ist zwischen Rollwerk und einem aufsitzenden Kugelmotiv ein leeres Viereckinschriftfeld in einem profilierten Rahmen.
Eine Renaissance-Kassettendecke aus dem 1. Obergeschoß wurde im Anfang des 20. Jahrhunderts in das Vorarlberger Landesmuseum übertragen.